# Вилкицки (остров)
Вилкицки (на руски: Остров Вилькицкого) е остров в южната част на Карско море, северно от Гиданския полуостров, в състава на Ямало-Ненецки автономен окръг, Тюменска област, Русия.
Островът има форма на полумесец, обърнат с изпъкналостта си на север, а на юг е обширната и плитка бухта Шведе. Дължина 18 km, а заедно с Източната коса – над 40 km, ширина около 9 km. Повърхността му е плоска, покрита с подвижни пясъци и тундрова растителност.
Открит е през 1874 г. и е наименуван в чест на руския хидрограф и геодезист, генерал-лейтенант Андрей Вилкицки, който го изследва и картира през 1896 г.
|  | Тази страница частично или изцяло представлява превод на страницата „Остров Вилькицкого (Карское море)“ в Уикипедия на руски. Оригиналният текст, както и този превод, са защитени от Лиценза „Криейтив Комънс – Признание – Споделяне на споделеното“, а за съдържание, създадено преди юни 2009 година – от Лиценза за свободна документация на ГНУ. Прегледайте историята на редакциите на оригиналната страница, както и на преводната страница, за да видите списъка на съавторите. ВАЖНО: Този шаблон се отнася единствено до авторските права върху съдържанието на статията. Добавянето му не отменя изискването да се посочват конкретни източници на твърденията, които да бъдат благонадеждни. |